# Reidar Nyborg
Reidar Nyborg (4 aprile 1923 – 30 aprile 1990) è stato un fondista norvegese.

## Palmarès

### Olimpiadi invernali
- Bronzo a Sankt Moritz 1948 nella staffetta 4x10 km.